# 建滔積層板
建滔積層板控股有限公司（港交所：1888）是一家在香港交易所上市的工業公司，現為全球最大的積層板生產商之一。2006年12月7日，建滔化工集團把本身的積層板業務分拆上市，建滔化工為公司現時最大股東。
建滔積層板的主要業務為生產覆銅面板，覆銅面板可用於生產印刷線路板，而印刷線路應用範圍廣泛，可適用於生產各類的電子產品。
建滔積層板自上市股價高見$9.93港元後，便一直下跌，股價長期低於招股價$7.73港元，很多投資者都損手，被戲稱「見高即沉板」，意思即是股價當升至高位便立即下跌。不過股價到2017年已升回當年招股價之上。
2012年4月，建滔積層板購入兩幅江蘇省昆山市地皮用作住宅發展。

## 外部連線
- 建滔積層板控股有限公司 （页面存档备份，存于） （英文）（中文）